# Notoschoenomyza cothurnata
Notoschoenomyza cothurnata är en tvåvingeart som först beskrevs av Jacques-Marie-Frangile Bigot 1885.  Notoschoenomyza cothurnata ingår i släktet Notoschoenomyza och familjen husflugor. Inga underarter finns listade i Catalogue of Life.